# Margites mussardi
Margites mussardi là một loài bọ cánh cứng trong họ Cerambycidae.